# کوه باربارو
کوه باربارو (به ایتالیایی: Monte Gauro) یک کوه در ایتالیا است که در Metropolitan City of Naples واقع شده‌است. کوه باربارو ۳۳۱ متر بالاتر از سطح دریا واقع شده‌است.